# Trophée Ken-McKenzie
Le trophée Ken-McKenzie était un trophée remis au joueur né aux États-Unis jugé la meilleure recrue dans la ligue internationale de hockey de 1978 à 2001. Un trophée du même nom a été remis à la meilleure recrue de la Ligue centrale de hockey entre 1964 et 1984.

## Gagnant du trophée
| Année | Gagnant                      | Équipe                                     |
| ----- | ---------------------------- | ------------------------------------------ |
| 1978  | Mike Eruzione                | Goaldiggers de Toledo                      |
| 1979  | Jon Fontas                   | Gears de Saginaw                           |
| 1980  | Bob Janecyk                  | Komets de Fort Wayne                       |
| 1981  | Mike LaBianca Steve Janaszak | Goaldiggers de Toledo Komets de Fort Wayne |
| 1982  | Steve Salvucci               | Gears de Saginaw                           |
| 1983  | Paul Fenton                  | Prancers de Peoria                         |
| 1984  | Mike Krensing                | Mohawks de Muskegon                        |
| 1985  | Bill Schafhauser             | Wings de Kalamazoo                         |
| 1986  | Brian Noonan                 | Generals de Saginaw                        |
| 1987  | Ray LeBlanc                  | Spirits de Flint                           |
| 1988  | Dan Woodley                  | Spirits de Flint                           |
| 1989  | Paul Ranheim                 | Golden Eagles de Salt Lake                 |
| 1990  | Tim Sweeney                  | Golden Eagles de Salt Lake                 |
| 1991  | C. J. Young                  | Golden Eagles de Salt Lake                 |
| 1992  | Kevin Wortman                | Golden Eagles de Salt Lake                 |
| 1993  | Mark Beaufait                | Blades de Kansas City                      |
| 1994  | Chris Rogles                 | Ice d'Indianapolis                         |
| 1995  | Chris Marinucci              | Grizzlies de Denver                        |
| 1996  | Brett Lievers                | Grizzlies de l'Utah                        |
| 1997  | Brian Felsner                | Solar Bears d'Orlando                      |
| 1998  | Eric Nickulas                | Solar Bears d'Orlando                      |
| 1999  | Mark Mowers                  | Admirals de Milwaukee                      |
| 2000  | Andrew Berenzweig            | Admirals de Milwaukee                      |
| 2001  | Brian Pothier                | Solar Bears d'Orlando                      |